# Vilafant (kommunhuvudort)
Vilafant är en kommunhuvudort i Spanien.   Den ligger i provinsen Província de Girona och regionen Katalonien, i den östra delen av landet, 600 km öster om huvudstaden Madrid. Vilafant ligger 54 meter över havet och antalet invånare är 4 818.
Terrängen runt Vilafant är lite kuperad, och sluttar brant österut.Runt Vilafant är det ganska glesbefolkat, med 35 invånare per kvadratkilometer. Närmaste större samhälle är Figueres, 2,9 km nordost om Vilafant. Trakten runt Vilafant består till största delen av jordbruksmark.